# Tykki–Kiviharju
Tykki–Kiviharju est le quartier numéro 11 et une zone statistique de Lappeenranta Finlande,.

## Présentation
Le quartier abrite notamment le centre de secours de Carélie du Sud et le centre de santé d'Armila,.